# Pediasia radicivittus
Pediasia radicivittus là một loài bướm đêm trong họ Crambidae.